# Vibeke Mencke Nielsen
Vibeke Mencke Nielsen (født 6. december 1937) er en dansk maler og grafiker. Uddannet på Det Kongelige Danske Kunstakademi fra 1958 – 1964 under professorerne Søren Hjorth Nielsen og Holger J. Jensen.
Det Kongelige Danske Kunstakademis første kvindelige professor fra 1989 – 1998 (den grafiske skole).
Mencke Nielsen arbejder med grafik og maleri men bør kaldes billedkunstner i ordets videste forstand. Motivisk har hun fokus på det nære, som landskaber, portrætter og hverdagsagtige ting. Formelt er værkerne naturalistiske i sit afsæt, men ofte med abstrakte og symbolske afstikkere. Mencke Nielsen er medlem af kunstnersammenslutningen Kammeraterne, har udført udsmykninger for blandt andet Håndværkerrådet og Københavns Universitet og har parallelt med sit kunstneriske arbejde været tilknyttet Socialforskningsinstituttet 1964-71 og Danmarks Radio 1983-1987. Af tillidshverv fremhæves især hendes formandskab for Akademiraadet 1987-1990 og hendes position som præsident for Det Kongelige Danske Kunstakademi. Desuden tidligere medlem af repræsentantskabet for Dansk Kunstnerråd og bestyrelsesmedlem for en lang række museer. Tildelt Eckersberg Medaillen 2005 og Statens Kunstfonds livsvarige ydelse fra 1998.

## Hædersbevisninger
- 2004: Tagea Brandts Rejselegat
- 2005: Eckersberg Medaillen

|  | Artiklen om Vibeke Mencke Nielsen kan blive bedre, hvis der indsættes et (bedre) billede Du kan hjælpe ved at afsøge Wikimedia Commons for et passende billede eller uploade et godt billede til Wikimedia Commons iht. de tilladte licenser og indsætte det i artiklen. |